# Espinosa de los Caballeros
Espinosa de los Caballeros ist ein zentralspanischer Ort und eine Gemeinde (municipio) mit 97 Einwohnern (Stand: 2024) in der Provinz Ávila in der Autonomen Region Kastilien-León. 

## Lage und Klima
Espinosa de los Caballeros liegt auf der Südseite der Sierra de Gredos in der Provinz Ávila in einer Höhe von ca. 860 m. Durch die Gemeinde führt die Autovía A-6. 
Die Entfernung nach Ávila beträgt knapp 30 km (Fahrtstrecke) in südlicher Richtung. Das Klima ist gemäßigt bis warm; der Regen (ca. 447 mm/Jahr) fällt mit Ausnahme der trockenen Sommermonate übers Jahr verteilt.

## Bevölkerungsentwicklung
| Jahr      | 1970 | 1981 | 1991 | 2001 | 2011 | 2021 |
| Einwohner | 179  | 140  | 125  | 104  | 108  | 110  |

## Sehenswürdigkeiten

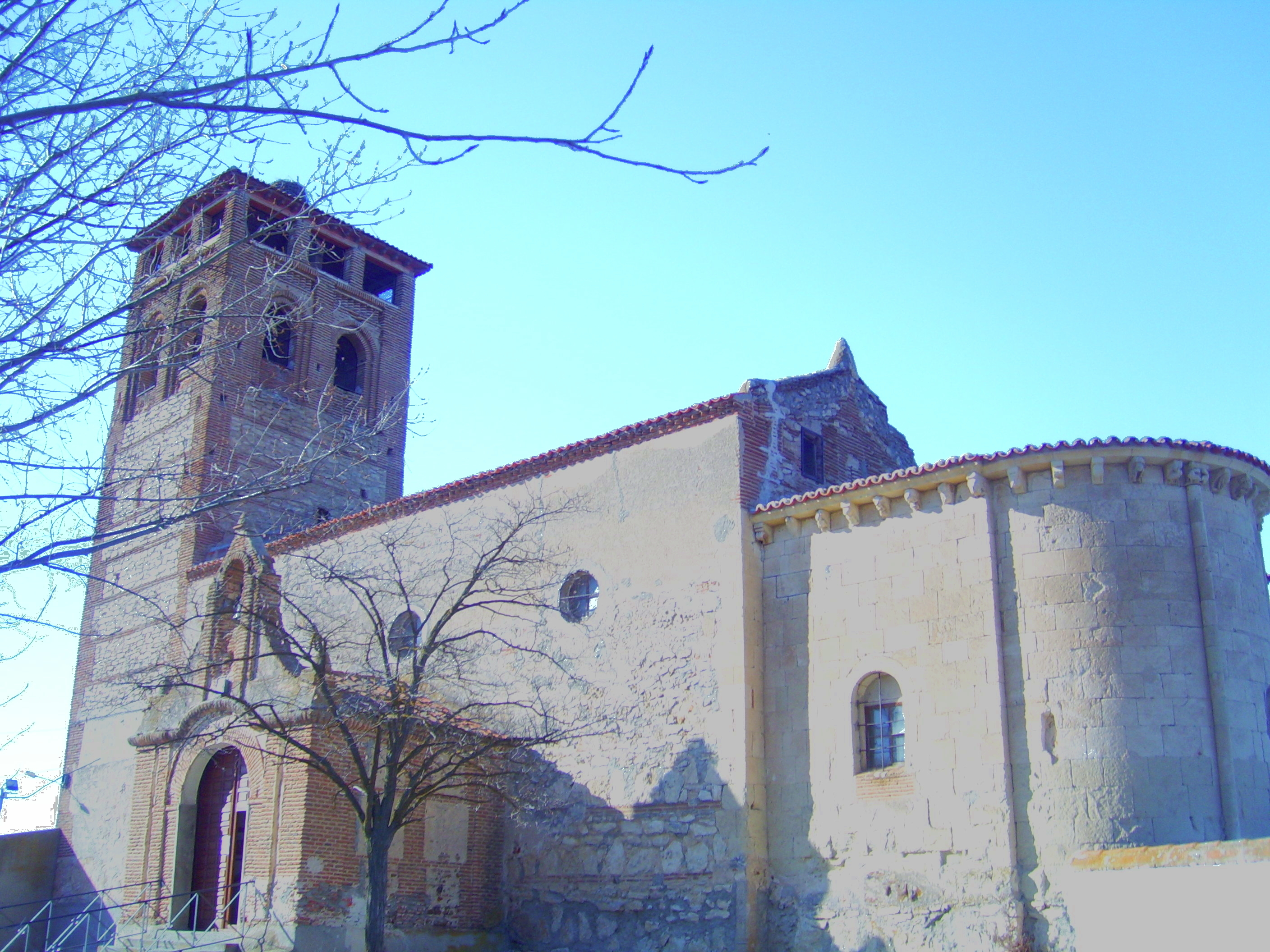
Andreaskirche

- Andreaskirche